# Американо-гамбийские отношения
Американо-гамбийские отношения — двусторонние дипломатические отношения между США и Гамбией. Государства являются членами Организации Объединённых Наций. 

## История

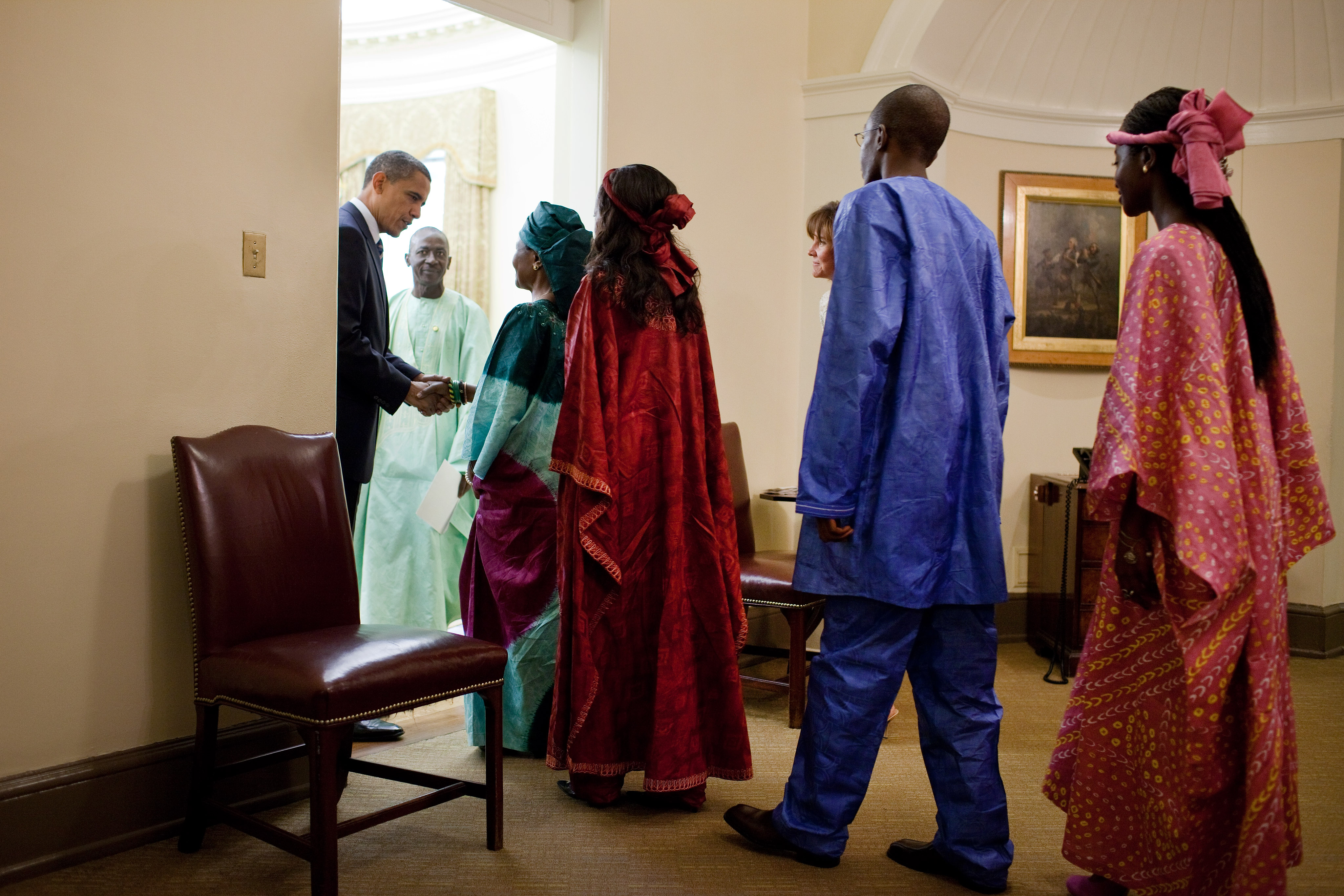
Посол Гамбии Алью Момоду Нгум и члены его семьи на встрече с президентом США Бараком Обамой в Белом доме.

В 1943 году по пути на Касабланкскую конференцию, президент США Франклин Рузвельт остановился в Банжуле.
Политика США направлена на улучшение отношений с Гамбией на основе исторических связей, взаимного уважения, демократической формы правления, прав человека и соблюдения резолюций ООН по борьбе с терроризмом и незаконным оборотов алмазов. После проведения президентских и законодательных выборов в Гамбии в октябре 2001 и январе 2002 года, соответственно, правительство США сняло санкции, которые вводило против Гамбии в соответствии со статьей 508 Закона об иностранной помощи после государственного переворота 1994 года. Помощь США поддерживает развитие демократии, защиту прав человека, образования для девочек и борьбу с ВИЧ/СПИДом в Гамбии. Кроме того, Корпус мира реализует крупную программу, в которой участвуют около 100 волонтеров, работающих в секторах окружающей среды, общественного здравоохранения и образования, в основном на уровне деревень.
Затем, отношения с США ухудшились из-за недостатков в области прав человека и свободы прессы в Гамбии, что привело к приостановке действия договора с Корпорацией «Вызовы тысячелетия» в июне 2006 года. Гамбия получила право на преференциальные торговые льготы в соответствии с Законом о росте и возможностях Африки от 1 января 2003 года.
Посол США в Гамбии Шэрон Кромер.
Посольство США в Гамбии находится в Фаджаре. Офис Корпуса мира находится рядом с посольством.
Аэропорт Банжул-Юндум был местом аварийной посадки космических кораблей НАСА.